# Famille Lahovary

Armoiries de la famille Lahovary

La famille Lahovary (aussi écrite en roumain Lahovari) est une famille aristocratique roumaine. Au fil des siècles, les membres de cette famille ont occupé de nombreuses positions importantes dans la Principauté de Valachie et plus tard dans le Royaume de Roumanie.
Elle s’est plusieurs fois alliée, comme par l’union de Marthe Lahovary, à la maison princière roumaine Bibesco.

## Membres notables de la famille
- Gheorghe I. Lahovary, ingénieur et écrivain
- Iacob Lahovary, homme politique qui fut ministre de la Guerre et ministre des Affaires étrangères du Royaume de Roumanie.
- Ioan Lahovary, homme politique qui fut ministre des Affaires étrangères du Royaume de Roumanie
- Alexandru Lahovary, homme politique qui fut ministre de la Justice, ministre de l'Agriculture, de l'Industrie, du Commerce et de la Propriété, ministre des Travaux publics et ministre des Affaires étrangères du Royaume de Roumanie.
- Nicolae Lahovary, anthropologue et diplomate qui fut ministre plénipotentiaire en Albanie et en Suisse
- Marthe Lucie Lahovary, princesse Bibesco, écrivaine et fille de Ioan Lahovary.
- Cella Delavrancea-Lahovary, pianiste et écrivaine roumaine, épouse du banquier Aristide Blank, puis de Philippe Lahovary, fils de Gheorges I. Lahovary, amie intime de la reine Marie de Saxe-Cobourg-Gotha.La princesse Marthe Bibesco, par Giovanni Boldini (1911)

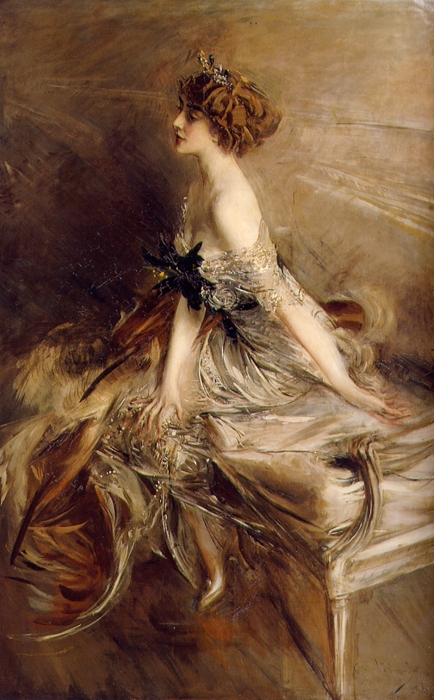
La princesse Marthe Bibesco, par Giovanni Boldini (1911)

- Major-General Chris Ghika CBE, général de l’armée britannique, petit-fils de Marthe Bibesco, née Lahovary.